# Александрино
Александрино (на руски: Александрино), или Чернишова дача (Чернышёва дача), е някогашно имение (усадба) в град Санкт Петербург, Русия.
Разположено е в югозападния край на съвременния град, в северозападната част на парк, носещ същото име. Главната сграда е построена през 1760-те години от тогавашния собственик Иван Чернишов като негова извънградска резиденция. Проектът в класически стил е на френския архитект Жан-Батист Вален дьо Ла Мот.
След Октомврийската революция (1917) главното здание става жилищна сграда, като големите стаи в него са разделени с преградки на клетки. По време на Втората световна война усадбата е на предния край на отбраната и силно пострадва от обстрела. През 1960-те години е реставрирано само главното здание, без вспомогателните пристройки и без възстановяване на интериора.
Днес в главното здание е разположена детска художествена школа.